# Pangantucan
Pangantucan è una municipalità di terza classe delle Filippine, situata nella Provincia di Bukidnon, nella Regione del Mindanao Settentrionale.
Pangantucan è formata da 19 baranggay:
- Adtuyon
- Bacusanon
- Bangahan
- Barandias
- Concepcion
- Gandingan
- Kimanait
- Kipadukan
- Langcataon
- Lantay
- Madaya
- Malipayon
- Mendis
- Nabaliwa
- New Eden
- Payad
- Pigtauranan
- Poblacion
- Portulin